# Charles-Aloyse Fontaine

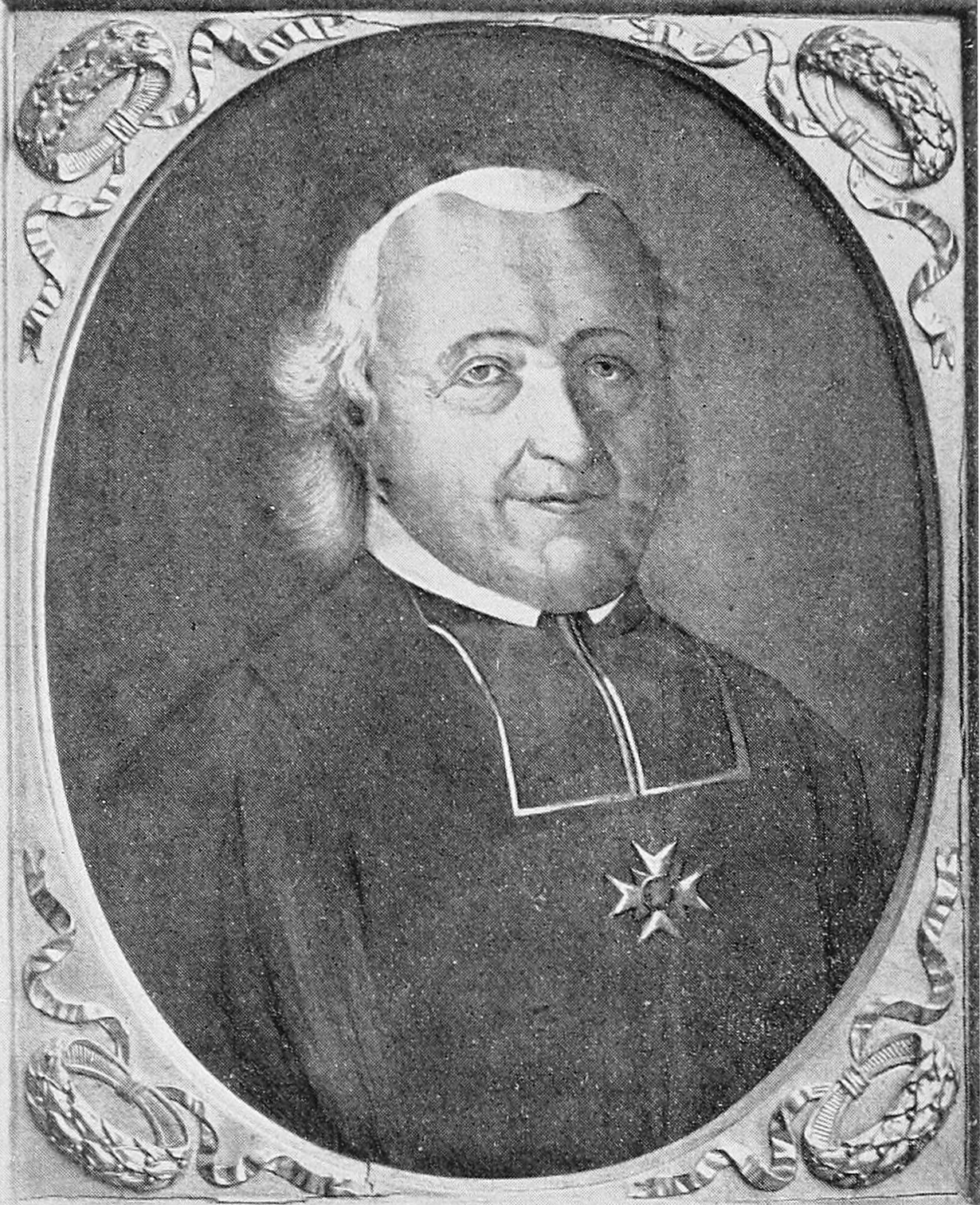
Darstellung von Charles-Aloyse Fontaine

Charles-Aloyse Fontaine bzw. Johann Karl Anton Aloys Fontaine (* 14. Juni 1754 in Freiburg im Üechtland, FR; † 5. Mai 1834 ebenda) war ein Schweizer Jesuit.

## Leben und Wirken
Fontaine war ein Sohn von Jean-Baptiste Fontaine und dessen Ehefrau Marie-Barbe Girard Murat. Der Franziskaner Jean Baptiste Girard war sein Cousin mütterlicherseits.
Mit fünfzehn Jahren ging Fontaine 1769 nach Landsberg am Lech und trat dort in den Jesuitenorden ein. Er verbrachte dort sein Noviziat und begann an der Universität Ingolstadt zu studieren. Als Papst Clemens XIV. 1773 den Jesuitenorden aufhob, ging Fontaine zurück in die Schweiz. Nach Abschluss seines Studiums empfing er um 1777 die Priesterweihe.
Zwischen 1773 und 1779 unterrichtete Fontaine am Kollegium St. Michael (Freiburg). Im Anschluss daran ging Fontaine nach Frankreich und kehrte 1781 wieder zurück nach Freiburg, wo er zum Chorherrn von St. Michael berufen wurde.
Dort setzte sich Fontaine für die längst nötigen Reformen an den Schulen ein, fand aber nach Ende der Helvetik immer weniger Gehör. Als Reformer stand er mit vielen Pädagogen in Kontakt; er war u. a. mit Philipp Emanuel von Fellenberg, Johann Heinrich Pestalozzi, Philipp Albert Stapfer und Ignaz Heinrich von Wessenberg befreundet und führte einen regen Briefwechsel mit diesen. Die pädagogischen Ideen seines Cousins Jean-Baptiste unterstützte er ebenfalls.
Fontaine trug im Laufe seines Lebens eine beachtliche Sammlung an Mineralien und Pflanzen zusammen, die er dem neu eröffneten Kolleg seines Ordens in Freiburg schenkte. Diese Sammlung wurde die Basis des Naturhistorischen Museums. Eine weitere Sammlung Fontaines, Münzen und Miniaturporträts, ist heute im dortigen Museum für Kunst und Geschichte zu sehen.
Charles-Aloyse Fontaine starb am 5. Mai 1834 in Freiburg und fand dort auch seine letzte Ruhestätte.

## Schriften (Auswahl)
- Collection diplomatique. (24 Bde.)
- Comptes des trésoriers. (34 Bde.)